# 2021-es AFC-bajnokok ligája
A 2021-es AFC-bajnokok ligája volt a legrangosabb ázsiai nemzetközi labdarúgókupa, mely jelenlegi nevén 19., jogelődjeivel együttvéve pedig 40. alkalommal került kiírásra.
A címvédő a dél-koreai Ulszan Hyundai volt. A bajnoki trófeát a szaúd-arábiai el-Hilál szerezte meg, a kupa történetében negyedik alkalommal.

## Csapatok
A kupába összesen 49 csapat kvalifikált.
| Labdarúgó-szövetség                | Csapat             | Kvalifikálás módja |
| ---------------------------------- | ------------------ | --- |
| Katar (3 csapat)                   | ed-Duhaíl          | A 2019–20-as katari első osztály bajnoka                                                                                             |
| Katar (3 csapat)                   | Asz-Szadd          | A 2019–20-as katari első osztály bronzérmese és a 2020-as emír-kupa győztese                                                         |
| Katar (3 csapat)                   | Al-Rayyan          | A 2019–20-as katari első osztály ezüstérmese                                                                                         |
| Szaúd-Arábia (3 csapat)            | el-Hilál           | A 2019–20-as szaúd-arábiai első osztály bajnoka és a 2019–20-as szaúd-arábiai labdarúgókupa győztese                                 |
| Szaúd-Arábia (3 csapat)            | en-Naszr           | A 2019–20-as szaúd-arábiai első osztály ezüstérmese                                                                                  |
| Szaúd-Arábia (3 csapat)            | el-Áhlí            | A 2019–20-as szaúd-arábiai első osztály bronzérmese                                                                                  |
| Irán (3 csapat)                    | Persepolis         | A 2019–20-as iráni első osztály bajnoka                                                                                              |
| Irán (3 csapat)                    | Tractor            | A 2019–20-as iráni labdarúgókupa győztese                                                                                            |
| Irán (3 csapat)                    | Esteghlal          | A 2019–20-as iráni első osztály ezüstérmese                                                                                          |
| Egyesült Arab Emírségek (2 csapat) | Sharjah            | A 2018–19-es egyesült arab emírségekbeli első osztály bajnoka                                                                        |
| Egyesült Arab Emírségek (2 csapat) | Shabab Al-Ahli     | A 2018–19-es egyesült arab emírségekbeli első osztály ezüstérmese és a 2018–19-es egyesült arab emírségekbeli labdarúgókupa győztese |
| Irak (1 csapat)                    | Al-Shorta          | A 2018–19-es iraki első osztály bajnoka                                                                                              |
| Üzbegisztán (1 csapat)             | Pakhtakor Tashkent | A 2020-as üzbég első osztály bajnoka és a 2020-as üzbég labdarúgókupa győztese                                                       |
| Jordánia (1 csapat)                | Al-Wehdat          | A 2020-as jordán első osztály bajnoka                                                                                                |
| India (1 csapat)                   | Goa                | A 2019–20-as indiai első osztály alapszakaszának győztese                                                                            |
| Tádzsikisztán (1 csapat)           | Istiklol           | A 2020-as tádzsik első osztály bajnoka                                                                                               |

| Labdarúgó-szövetség       | Csapat                 | Kvalifikálás módja                                                                       |
| ------------------------- | ---------------------- | ---------------------------------------------------------------------------------------- |
| Kína (2 csapat)           | Kuangcsou              | A 2020-as kínai első osztály ezüstérmese                                                 |
| Kína (2 csapat)           | Beijing Guoan          | A 2020-as kínai első osztály bronzérmese                                                 |
| Japán (4 csapat)          | Kavaszaki Frontale     | A 2020-as japán első osztály bajnoka és a 2020-as japán labdarúgókupa győztese           |
| Japán (4 csapat)          | Gamba Oszaka           | A 2020-as japán első osztály ezüstérmese                                                 |
| Japán (4 csapat)          | Nagoja Grampus         | A 2020-as japán első osztály bronzérmese                                                 |
| Japán (4 csapat)          | Cerezo Oszaka          | A 2020-as japán első osztály negyedik helyezettje                                        |
| Dél-Korea (4 csapat)      | Jeonbuk Hyundai Motors | A 2020-as dél-koreai első osztály bajnoka és a 2020-as dél-koreai labdarúgókupa győztese |
| Dél-Korea (4 csapat)      | Ulszan Hyundai         | A 2020-as dél-koreai első osztály ezüstérmese                                            |
| Dél-Korea (4 csapat)      | Phohang Steelers       | A 2020-as dél-koreai első osztály bronzérmese                                            |
| Dél-Korea (4 csapat)      | Tegu                   | A 2020-as dél-koreai első osztály ötödik helyezettje                                     |
| Thaiföld (4 csapat)       | BG Pathum United       | A 2020–21-es thaiföldi első osztály első felének 1. helyezettje                          |
| Thaiföld (4 csapat)       | Port                   | A 2020–21-es thaiföldi első osztály első felének 2. helyezettje                          |
| Thaiföld (4 csapat)       | Chiangrai United       | A 2020–21-es thaiföldi első osztály első felének 3. helyezettje                          |
| Thaiföld (4 csapat)       | Ratchaburi             | A 2020–21-es thaiföldi első osztály első felének 4. helyezettje                          |
| Fülöp-szigetek (1 csapat) | United City            | A 2020-as fülöp-szigeteki első osztály bajnoka                                           |
| Vietnám (1 csapat)        | Viettel                | A 2020-as vietnámi első osztály bajnoka                                                  |
| Malajzia (1 csapat)       | Johor Darul Ta'zim     | A 2020-as maláj első osztály bajnoka                                                     |
| Szingapúr (1 csapat)      | Tampines Rovers        | A 2020-as szingapúri első osztály ezüstérmese                                            |
| Hong Kong (1 csapat)      | Kitchee                | A 2019–20-as hongkongi első osztály bajnoka                                              |

| Labdarúgó-szövetség                | Csapat            | Kvalifikálás módja                                                         |
| ---------------------------------- | ----------------- | -------------------------------------------------------------------------- |
| Katar (1 csapat)                   | Al-Gharafa        | A 2019–20-as katari első osztály negyedik helyezettje                      |
| Szaúd-Arábia (1 csapat)            | el-Vahda          | A 2019–20-as szaúd-arábiai első osztály negyedik helyezettje               |
| Irán (1 csapat)                    | Foolad            | A 2019–20-as iráni első osztály bronzérmese                                |
| Egyesült Arab Emírségek (2 csapat) | el-Vahda          | A 2018–19-es egyesült arab emírségekbeli első osztály bronzérmese          |
| Egyesült Arab Emírségek (2 csapat) | El-Ajn            | A 2018–19-es egyesült arab emírségekbeli első osztály negyedik helyezettje |
| Irak (2 csapat)                    | Al-Zawraa         | A 2018–2019-es iraki labdarúgókupa győztese                                |
| Irak (2 csapat)                    | Al-Quwa Al-Jawiya | A 2018–19-es iraki első osztály ezüstérmese                                |
| Üzbegisztán (1 csapat)             | AGMK              | A 2020-as üzbég első osztály bronzérmese                                   |
| Kína (1 csapat)                    | Shanghai Port     | A 2020-as kínai első osztály negyedik helyezettje                          |
| Fülöp-szigetek (1 csapat)          | Kaya – Iloilo     | A 2020-as fülöp-szigeteki első osztály ezüstérmese                         |

| Labdarúgó-szövetség      | Csapat            | Kvalifikálás módja                                                                          |
| ------------------------ | ----------------- | ------------------------------------------------------------------------------------------- |
| Türkmenisztán (1 csapat) | Köpetdag Aşgabat  | A 2020-as türkmén első osztály negyedik helyezettje                                         |
| Kína (1 csapat)          | Csiangszu Szuning | A 2020-as kínai első osztály bajnoka                                                        |
| Ausztrália (3 csapat)    | Sydney            | A 2019–20-as ausztrál első osztály alapszakaszának és egyenes kieséses szakaszának győztese |
| Ausztrália (3 csapat)    | Melbourne City    | A 2019–20-as ausztrál első osztály alapszakaszának második helyezettje                      |
| Ausztrália (3 csapat)    | Brisbane Roar     | A 2019–20-as ausztrál első osztály alapszakaszának negyedik helyezettje                     |
| Mianmar (1 csapat)       | Shan United       | A 2020-as mianmari első osztály bajnoka                                                     |

## Selejtezők

### Előselejtező
| 1. csapat      | Eredmény | 2. csapat     |
| -------------- | -------- | ------------- |
| Brisbane Roar  | Törölve  | Kaya – Iloilo |
| Melbourne City | Törölve  | Shan United   |

- Mindkét mérkőzést törölték, így az ausztrál Melbourne City és a fülöp-szigeteki Kaya – Iloilo csapata egyenes ágon tovább jutott a rájátszásba.

### Rájátszás
| 1. csapat  | Eredmény        | 2. csapat         |
| ---------- | --------------- | ----------------- |
| Al-Gharafa | 0–1 (h.u.)      | AGMK              |
| el-Vahda   | 1–1 (bünt. 2–3) | Al-Quwa Al-Jawiya |
| Foolad     | 4–0             | El-Ajn            |
| el-Vahda   | 2–1             | Al-Zawraa         |

| 1. csapat        | Eredmény | 2. csapat        |
| ---------------- | -------- | ---------------- |
| Shanghai Port    | 0–1      | Kaya – Iloilo    |
| Cerezo Oszaka    | Törölve  | Melbourne City   |
| Phohang Steelers | Törölve  | Ratchaburi       |
| Tegu             | Törölve  | Chiangrai United |

- A japán Cerezo Oszaka, a thai Ratchaburi és Chiangrai United, illetve a dél-koreai Phohang Steelers és Tegu csapata egyenes ágon tovább jutott a csoportkörbe.

## Csoportkör

### A csoport
| Hely. | Csapat         | M | Gy | D | V | G+ | G– | Gk | P  | Továbbjutás vagy kiesés       |     | IST | ELH | SAA | AGM |
| ----- | -------------- | - | -- | - | - | -- | -- | -- | -- | ----------------------------- | --- | --- | --- | --- | --- |
| 1.    | Istiklol       | 6 | 3  | 1 | 2 | 10 | 8  | +2 | 10 | Továbbjutott a nyolcaddöntőbe |     | —   | 4–1 | 0–0 | 1–2 |
| 2.    | el-Hilál       | 6 | 3  | 1 | 2 | 11 | 9  | +2 | 10 | Továbbjutott a nyolcaddöntőbe |     | 3–1 | —   | 0–2 | 2–2 |
| 3.    | Shabab Al-Ahli | 6 | 2  | 1 | 3 | 6  | 6  | 0  | 7  |                               |     | 0–1 | 0–2 | —   | 3–1 |
| 4.    | AGMK           | 6 | 2  | 1 | 3 | 9  | 13 | −4 | 7  |                               | 2–3 | 0–3 | 2–1 | —   |     |

### B csoport
| Hely. | Csapat             | M | Gy | D | V | G+ | G– | Gk | P  | Továbbjutás vagy kiesés       |     | SHA | TRA | PAT | ALQ |
| ----- | ------------------ | - | -- | - | - | -- | -- | -- | -- | ----------------------------- | --- | --- | --- | --- | --- |
| 1.    | Sharjah            | 6 | 3  | 2 | 1 | 9  | 6  | +3 | 11 | Továbbjutott a nyolcaddöntőbe |     | —   | 0–2 | 4–1 | 1–0 |
| 2.    | Tractor            | 6 | 2  | 4 | 0 | 6  | 3  | +3 | 10 | Továbbjutott a nyolcaddöntőbe |     | 0–0 | —   | 0–0 | 1–0 |
| 3.    | Pakhtakor Tashkent | 6 | 1  | 4 | 1 | 6  | 8  | −2 | 7  |                               |     | 1–1 | 3–3 | —   | 1–0 |
| 4.    | Al-Quwa Al-Jawiya  | 6 | 0  | 2 | 4 | 2  | 6  | −4 | 2  |                               | 2–3 | 0–0 | 0–0 | —   |     |

### C csoport
| Hely. | Csapat    | M | Gy | D | V | G+ | G– | Gk | P  | Továbbjutás vagy kiesés       |     | EST | ALD | ELA | ALS |
| ----- | --------- | - | -- | - | - | -- | -- | -- | -- | ----------------------------- | --- | --- | --- | --- | --- |
| 1.    | Esteghlal | 6 | 3  | 2 | 1 | 14 | 8  | +6 | 11 | Továbbjutott a nyolcaddöntőbe |     | —   | 2–2 | 5–2 | 1–0 |
| 2.    | ed-Duhaíl | 6 | 2  | 3 | 1 | 11 | 9  | +2 | 9  |                               |     | 4–3 | —   | 1–1 | 2–0 |
| 3.    | el-Áhlí   | 6 | 2  | 3 | 1 | 9  | 8  | +1 | 9  |                               | 0–0 | 1–1 | —   | 2–1 |     |
| 4.    | Al-Shorta | 6 | 1  | 0 | 5 | 3  | 12 | −9 | 3  |                               | 0–3 | 2–1 | 0–3 | —   |     |

### D csoport
| Hely. | Csapat    | M | Gy | D | V | G+ | G– | Gk | P  | Továbbjutás vagy kiesés       |     | ENN | ASZ | ALW | FOO |
| ----- | --------- | - | -- | - | - | -- | -- | -- | -- | ----------------------------- | --- | --- | --- | --- | --- |
| 1.    | en-Naszr  | 6 | 3  | 2 | 1 | 9  | 5  | +4 | 11 | Továbbjutott a nyolcaddöntőbe |     | —   | 3–1 | 1–2 | 2–0 |
| 2.    | Asz-Szadd | 6 | 3  | 1 | 2 | 9  | 7  | +2 | 10 |                               |     | 1–2 | —   | 3–1 | 1–1 |
| 3.    | Al-Wehdat | 6 | 2  | 1 | 3 | 4  | 7  | −3 | 7  |                               | 0–0 | 0–2 | —   | 1–0 |     |
| 4.    | Foolad    | 6 | 1  | 2 | 3 | 3  | 6  | −3 | 5  |                               | 1–1 | 0–1 | 1–0 | —   |     |

### E csoport
| Hely. | Csapat     | M | Gy | D | V | G+ | G– | Gk | P  | Továbbjutás vagy kiesés       |     | PER | ALV | GOA | ALR |
| ----- | ---------- | - | -- | - | - | -- | -- | -- | -- | ----------------------------- | --- | --- | --- | --- | --- |
| 1.    | Persepolis | 6 | 5  | 0 | 1 | 14 | 5  | +9 | 15 | Továbbjutott a nyolcaddöntőbe |     | —   | 1–0 | 2–1 | 4–2 |
| 2.    | el-Vahda   | 6 | 4  | 1 | 1 | 7  | 3  | +4 | 13 | Továbbjutott a nyolcaddöntőbe |     | 1–0 | —   | 0–0 | 3–2 |
| 3.    | Goa        | 6 | 0  | 3 | 3 | 2  | 9  | −7 | 3  |                               |     | 0–4 | 0–2 | —   | 0–0 |
| 4.    | Al-Rayyan  | 6 | 0  | 2 | 4 | 6  | 12 | −6 | 2  |                               | 1–3 | 0–1 | 1–1 | —   |     |

### F csoport
| Hely. | Csapat           | M | Gy | D | V | G+ | G– | Gk  | P  | Továbbjutás vagy kiesés       |     | ULH | BGP | VIE | KAI |
| ----- | ---------------- | - | -- | - | - | -- | -- | --- | -- | ----------------------------- | --- | --- | --- | --- | --- |
| 1.    | Ulszan Hyundai   | 6 | 6  | 0 | 0 | 13 | 1  | +12 | 18 | Továbbjutott a nyolcaddöntőbe |     | —   | 2–0 | 3–0 | 2–1 |
| 2.    | BG Pathum United | 6 | 4  | 0 | 2 | 10 | 6  | +4  | 12 | Továbbjutott a nyolcaddöntőbe |     | 0–2 | —   | 2–0 | 4–1 |
| 3.    | Viettel          | 6 | 2  | 0 | 4 | 7  | 9  | −2  | 6  |                               |     | 0–1 | 1–3 | —   | 1–0 |
| 4.    | Kaya – Iloilo    | 6 | 0  | 0 | 6 | 2  | 16 | −14 | 0  |                               | 0–3 | 0–1 | 0–5 | —   |     |

### G csoport
| Hely. | Csapat             | M | Gy | D | V | G+ | G– | Gk  | P  | Továbbjutás vagy kiesés       |     | NAG | PHS | JDT | RAT |
| ----- | ------------------ | - | -- | - | - | -- | -- | --- | -- | ----------------------------- | --- | --- | --- | --- | --- |
| 1.    | Nagoja Grampus     | 6 | 5  | 1 | 0 | 14 | 2  | +12 | 16 | Továbbjutott a nyolcaddöntőbe |     | —   | 3–0 | 2–1 | 3–0 |
| 2.    | Phohang Steelers   | 6 | 3  | 2 | 1 | 9  | 5  | +4  | 11 | Továbbjutott a nyolcaddöntőbe |     | 1–1 | —   | 4–1 | 2–0 |
| 3.    | Johor Darul Ta'zim | 6 | 1  | 1 | 4 | 3  | 9  | −6  | 4  |                               |     | 0–1 | 0–2 | —   | 0–0 |
| 4.    | Ratchaburi         | 6 | 0  | 2 | 4 | 0  | 10 | −10 | 2  |                               | 0–4 | 0–0 | 0–1 | —   |     |

### H csoport
| Hely. | Csapat                 | M | Gy | D | V | G+ | G– | Gk  | P  | Továbbjutás vagy kiesés       |     | JHM | GAO | CHU | TAR |
| ----- | ---------------------- | - | -- | - | - | -- | -- | --- | -- | ----------------------------- | --- | --- | --- | --- | --- |
| 1.    | Jeonbuk Hyundai Motors | 6 | 5  | 1 | 0 | 22 | 5  | +17 | 16 | Továbbjutott a nyolcaddöntőbe |     | —   | 2–1 | 2–1 | 9–0 |
| 2.    | Gamba Oszaka           | 6 | 2  | 3 | 1 | 15 | 7  | +8  | 9  |                               |     | 2–2 | —   | 1–1 | 8–1 |
| 3.    | Chiangrai United       | 6 | 2  | 2 | 2 | 8  | 7  | +1  | 8  |                               | 1–3 | 1–1 | —   | 1–0 |     |
| 4.    | Tampines Rovers        | 6 | 0  | 0 | 6 | 1  | 27 | −26 | 0  |                               | 0–4 | 0–2 | 0–3 | —   |     |

### I csoport
| Hely. | Csapat             | M | Gy | D | V | G+ | G– | Gk  | P  | Továbbjutás vagy kiesés       |     | KAF | TEG | UNC | BEG |
| ----- | ------------------ | - | -- | - | - | -- | -- | --- | -- | ----------------------------- | --- | --- | --- | --- | --- |
| 1.    | Kavaszaki Frontale | 6 | 6  | 0 | 0 | 27 | 3  | +24 | 18 | Továbbjutott a nyolcaddöntőbe |     | —   | 3–2 | 8–0 | 4–0 |
| 2.    | Tegu               | 6 | 4  | 0 | 2 | 22 | 6  | +16 | 12 | Továbbjutott a nyolcaddöntőbe |     | 1–3 | —   | 7–0 | 5–0 |
| 3.    | United City        | 6 | 1  | 1 | 4 | 4  | 24 | −20 | 4  |                               |     | 0–2 | 0–4 | —   | 1–1 |
| 4.    | Beijing Guoan      | 6 | 0  | 1 | 5 | 3  | 23 | −20 | 1  |                               | 0–7 | 0–3 | 2–3 | —   |     |

### J csoport
| Hely. | Csapat        | M | Gy | D | V | G+ | G– | Gk  | P  | Továbbjutás vagy kiesés       |     | CEO | KIT | POR | KUA |
| ----- | ------------- | - | -- | - | - | -- | -- | --- | -- | ----------------------------- | --- | --- | --- | --- | --- |
| 1.    | Cerezo Oszaka | 6 | 4  | 2 | 0 | 13 | 2  | +11 | 14 | Továbbjutott a nyolcaddöntőbe |     | —   | 2–1 | 1–1 | 5–0 |
| 2.    | Kitchee       | 6 | 3  | 2 | 1 | 6  | 3  | +3  | 11 |                               |     | 0–0 | —   | 2–0 | 1–0 |
| 3.    | Port          | 6 | 2  | 2 | 2 | 10 | 8  | +2  | 8  |                               | 0–3 | 1–1 | —   | 3–0 |     |
| 4.    | Kuangcsou     | 6 | 0  | 0 | 6 | 1  | 17 | −16 | 0  |                               | 0–2 | 0–1 | 1–5 | —   |     |

### A második helyen végzett csapatok rájátszása

#### Nyugati Régió
| Hely. | Csapat    | M | Gy | D | V | G+ | G– | Gk | P  | Továbbjutás vagy kiesés       |
| ----- | --------- | - | -- | - | - | -- | -- | -- | -- | ----------------------------- |
| 1.    | el-Vahda  | 6 | 4  | 1 | 1 | 7  | 3  | +4 | 13 | Továbbjutott a nyolcaddöntőbe |
| 2.    | Tractor   | 6 | 2  | 4 | 0 | 6  | 3  | +3 | 10 | Továbbjutott a nyolcaddöntőbe |
| 3.    | el-Hilál  | 6 | 3  | 1 | 2 | 11 | 9  | +2 | 10 | Továbbjutott a nyolcaddöntőbe |
| 4.    | Asz-Szadd | 6 | 3  | 1 | 2 | 9  | 7  | +2 | 10 |                               |
| 5.    | ed-Duhaíl | 6 | 2  | 3 | 1 | 11 | 9  | +2 | 9  |                               |

#### Keleti Régió
| Hely. | Csapat           | M | Gy | D | V | G+ | G– | Gk  | P  | Továbbjutás vagy kiesés       |
| ----- | ---------------- | - | -- | - | - | -- | -- | --- | -- | ----------------------------- |
| 1.    | Tegu             | 6 | 4  | 0 | 2 | 22 | 6  | +16 | 12 | Továbbjutott a nyolcaddöntőbe |
| 2.    | BG Pathum United | 6 | 4  | 0 | 2 | 10 | 6  | +4  | 12 | Továbbjutott a nyolcaddöntőbe |
| 3.    | Phohang Steelers | 6 | 3  | 2 | 1 | 9  | 5  | +4  | 11 | Továbbjutott a nyolcaddöntőbe |
| 4.    | Kitchee          | 6 | 3  | 2 | 1 | 6  | 3  | +3  | 11 |                               |
| 5.    | Gamba Oszaka     | 6 | 2  | 3 | 1 | 15 | 7  | +8  | 9  |                               |

## Egyenes kieséses szakasz

### Nyolcaddöntő
| 1. csapat | Eredmény        | 2. csapat  |
| --------- | --------------- | ---------- |
| Istiklol  | 0–1             | Persepolis |
| Sharjah   | 1–1 (bünt. 4–5) | el-Vahda   |
| Esteghlal | 0–2             | el-Hilál   |
| en-Naszr  | 1–0             | Tractor    |

| 1. csapat              | Eredmény        | 2. csapat          |
| ---------------------- | --------------- | ------------------ |
| Ulszan Hyundai         | 0–0 (bünt. 3–2) | Kavaszaki Frontale |
| Nagoja Grampus         | 4–2             | Tegu               |
| Jeonbuk Hyundai Motors | 1–1 (bünt. 4–2) | BG Pathum United   |
| Cerezo Oszaka          | 0–1             | Phohang Steelers   |

### Negyeddöntő
| 1. csapat  | Eredmény | 2. csapat |
| ---------- | -------- | --------- |
| el-Vahda   | 1–5      | en-Naszr  |
| Persepolis | 0–3      | el-Hilál  |

| 1. csapat              | Eredmény   | 2. csapat      |
| ---------------------- | ---------- | -------------- |
| Jeonbuk Hyundai Motors | 2–3 (h.u.) | Ulszan Hyundai |
| Phohang Steelers       | 3–0        | Nagoja Grampus |

### Elődöntő
| 1. csapat | Eredmény | 2. csapat |
| --------- | -------- | --------- |
| en-Naszr  | 1–2      | el-Hilál  |

| 1. csapat      | Eredmény        | 2. csapat        |
| -------------- | --------------- | ---------------- |
| Ulszan Hyundai | 1–1 (bünt. 4–5) | Phohang Steelers |

### Döntő
| 2021. november 23. 19:00 UTC+3 |

| el-Hilál                  | 2–0 | Phohang Steelers |
| ------------------------- | --- | ---------------- |
| al-Davszarí 1' Marega 63' |     |                  |

| Fahd Király Nemzetközi Stadion, Rijád, Szaúd-Arábia Nézőszám: 50 171 Játékvezető: Mohamed Abdalláh Hasszán Mohamed (Egyesült Arab Emírségek) |

## Góllövőlista
| Helyezés | Játékos         | Csapat                 | Gólok |
| -------- | --------------- | ---------------------- | ----- |
| 1        | Michael Olunga  | ed-Duhaíl              | 9     |
| 2        | Gustavo         | Jeonbuk Hyundai Motors | 8     |
| 3        | Modu Barrow     | Jeonbuk Hyundai Motors | 6     |
| 3        | Edgar           | Tegu                   | 6     |
| 3        | Leandro Damião  | Kavaszaki Frontale     | 6     |
| 3        | Bafétimbi Gomis | el-Hilál               | 6     |
| 3        | Patric          | Gamba Oszaka           | 6     |